# Heaven (canción de Emeli Sandé)
«Heaven» —en español: «Paraíso celestial»— es el primer sencillo de la cantante escocesa Emeli Sandé. Fue lanzado por Virgin Records después de que ella firmó un contrato discográfico con el sello tras el éxito del sencillo "Never Be You Woman", que Sande se presentó como artista invitado. También es ser el primer lanzamiento del álbum debut de Sandé, Our Version of Events, el 14 de agosto de 2011. El sencillo fue añadido a la lista de BBC Radio 1, en junio de 2011. La canción también fue coronada registro de la semana por el DJ de la estación durante el día, Fearne Cotton. El sencillo está escrito por Sandé, Naughty Boy, Craze and Hoax, con el productor Mike Spencer.

## Lista de canciones
Sencillo Digital
1. "Heaven" - 4:12
2. "Heaven" (Instrumental) - 4:13
3. "Heaven" (Live From Angel Studios) - 3:17
4. "Easier In Bed" (Acoustic Version) (Written by Sandé & Chris Loco) - 3:14
5. "Kill the Boy" (Live From Angel Studios) (Written by Sandé)  - 4:00

EP Digital Remixes
1. "Heaven" (Nu:Tone Remix) - 6:09
2. "Heaven" (We Don't Belong In Pacha Remix) - 6:25
3. "Heaven" (Mojam Remix) - 4:05
4. "Heaven" (Stripped) - 3:42

Sencillo 7"
1. "Heaven" - 4:14
2. "Easier In Bed" (Acoustic Version) - 3:16

## Posicionamiento en listas
| Listas (2011-2012)                              | Posición |
| ----------------------------------------------- | -------- |
| Alemania (Offizielle Deutsche Charts)           | 63       |
| Australia (ARIA)                                | 8        |
| Bélgica (Ultratop 50 Flandes)                   | 23       |
| Bélgica (Ultratip Valonia)                      | 2        |
| Dinamarca (Tracklisten)                         | 3        |
| Escocia (Scottish Singles Sales Chart)          | 3        |
| España (PROMUSICAE)                             | 23       |
| Irlanda (IRMA)                                  | 29       |
| Italia (FIMI)                                   | 10       |
| Japón (Japan Hot 100)                           | 6        |
| Países Bajos (Mega Single Top 100)              | 69       |
| Reino Unido (UK Singles Chart)                  | 2        |
| Reino Unido (UK Dance Chart)                    | 1        |
| Reino Unido UK Official Streaming Chart Top 100 | 90       |